# Henri Johan van der Schroeff

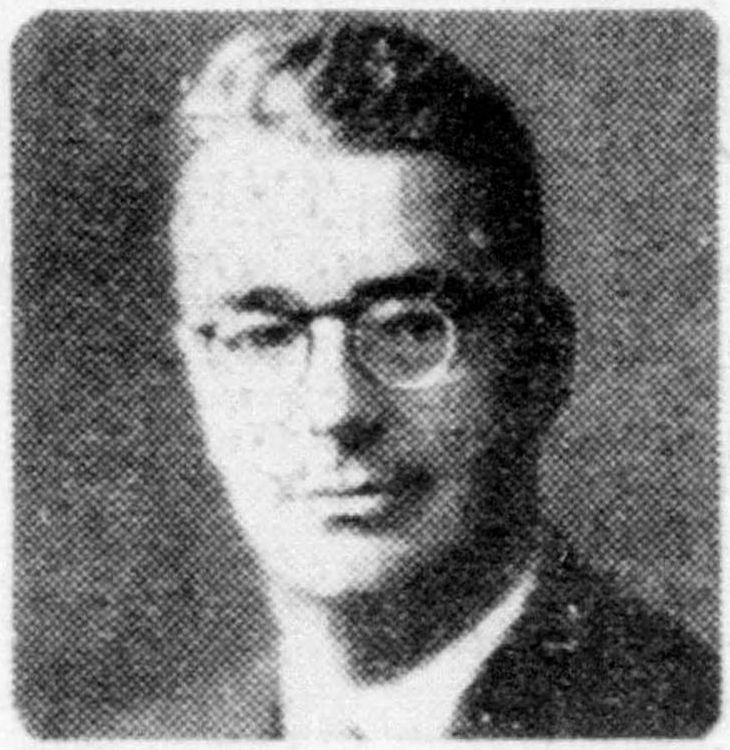
H.J. van der Schroeff, 1938

Henri Johan van der Schroeff (Atlantische Oceaan aan boord van de ss Kinfauns Castle, 9 augustus 1900 – Heemstede, 24 april 1974) was een Nederlands econoom en bedrijfskundige en was hoogleraar bedrijfshuishoudkunde aan de Universiteit van Amsterdam.

## Leven en werk
Van der Schroeff studeerde in de economie aan de Universiteit van Amsterdam en promoveerde hier in 1940 met het proefschrift "Kwantitatieve verhoudingen en kosten" onder Théodore Limperg. Van 1938 tot 1944 was hij lector bedrijfshuishoudkunde en van 1945 tot 1970 hoogleraar bedrijfshuishoudkunde aan de Universiteit van Amsterdam.
In 1958 was hij met Remmer Willem Starreveld en A.B. Frielink (1917-1998) initiatiefnemer van de "Stichting Studiecentrum voor Administratieve Automatisering", tegenwoordig onderdeel van het Nederlands Genootschap voor Informatica. Deze stichting bood ondersteuning aan grote organisaties als banken en verzekeringsbedrijven bij hun eerste schreden op het pad van de automatisering. In de loop van de zestiger jaren gingen zij ertoe over, computers in te zetten voor grootschalige gegevensverwerking, zoals de personeelsadministratie.
Een van de vele studenten van Van der Schroeff was Ronny Naftaniel. Tot zijn promovendi behoren Pieter Verburg (1966) en Pol Ankum (1969).
Op 24 oktober 1970 hield hij zijn afscheidscollege over het "Verleden, heden en toekomst van de bedrijfseconomie". Hij werd onderscheiden als ridder in de Orde van de Nederlandse Leeuw.
Van der Schroef overleed op 73-jarige leeftijd.

## Van der Schroeffprijs
Sinds 1992 reikt de Faculteit Economie en Bedrijfskunde van de UvA jaarlijks de Prof.Dr. H.J. Van Der Schroeffprijs uit voor bijzondere onderwijsprestaties. Winnaars van de prijs zijn:
- 1992 - drs. Abram F.J. Smit
- 1993 - drs. Hans Banens
- 1994 - drs. Herman ten Napel
- 1995 - drs. Bram R.D. van Slijpe
- 1996 - drs. Herman ten Napel
- 1997 - drs. Pieter W. van Hasselt
- 1998 - dr. Eduard Peelen
- 1999 - dr.ir. Henk A.J. Koster
- 2000 - ---

- 2001 - dr.ir. Florian Wagener
- 2002 - dr. Harro Maas
- 2003 - dr. Maurice A.L. Koster
- 2004 - drs. Anette H. Lok
- 2005 - drs. Herman ten Napel
- 2006 - dr. Dirk Veestraeten
- 2007 - prof.dr. Jan Kiviet
- 2008 - dr. Jan-Willem Stoelhorst
- 2009 - dr. Tiago Fernandes da Mata
- 2010 - dr. Zacharias Sautner

- 2011 - drs. Roger Pruppers
- 2012 - drs. Roger Pruppers
- 2013 - dr. Anne Keegan
- 2014 - drs. Dick Kerver
- 2015 - dr. Adam Booij
- 2016 - dr. Arno Kourula
- 2017 - prof. dr. Maarten Pieter Schinkel
- 2018 - dr. Lisanne van Bunderen
- 2019 - dr. Giorgia Romagnoli en dr. Pushpika Vishwanathan

- 2020 - dr. Stevan Rudinac
- 2021 - Kees Haasnoot MSc
- 2022 - Thomas Weelinck MSc
- 2023 - dr. Pushpika Vishwanathan

## Publicaties
Van der Schroeff schreef o.a. enige standaardwerken over economie en bedrijfskunde, waaronder:
- 1947, De leer van de kostprijs, Amsterdam : Uitgeverij Kosmos.
- 1955, Kwantitatieve verhoudingen en economische proportionaliteit = Proportion of factors and proportionality : a study on the application of the principle of substitution in production, Amsterdam : Uitgeverij Kosmos.
- 1961, Leiding en organisatie van het bedrijf, Amsterdam : Uitgeverij Kosmos.
- 1967, Organisatie en bedrijfsleiding, Amsterdam : Uitgeverij Kosmos.

- Nederlandse Thesaurus van Auteursnamen: 06840297X
- Virtual International Authority File: 288795076
- WorldCat: E39PBJghktjHR9VctMQqfWBtrq